# Quercus phillyreoides
Quercus phillyreoides és una espècie de roure perennifoli que pertany a la família de les fagàcies i està dins de la secció Cerris del gènere Quercus.

## Distribució
Quercus phillyreoides creix al sud del Japó, centre de la Xina i Corea, entre els 300 al 1200 m.
Es va introduir a Europa cap al 1861 per R. Oldham.

## Descripció
Quercus phillyreoides és un arbust o petit arbre que creix en general entre 1 a 3 m alçada, i que a vegades pot arribar a 8 m. Té troncs múltiples. L'escorça és grisa, superficialment amb fissures. Les branquetes són primes, d'un color gris bru pubescents, glabrescents. Les fulles fan 3-6 per 1,5-2,5 cm, de fulla perenne, coriàcies, gruixudes, àpex agut, base subcordada, marge lleugerament dentat en apical 1/2 (8-12 parells de dents), de color verd fosc per sobre, convexes, més pàl·lides i brillants, per sota llises en ambdós costats, 8-10 parells de venes i pecíol pelut, 3-5 mm de llarg. Les flors surten entre març i abril, inflorescències amb pistils entre 1 a 4 cm. Les glans fan entre 1,2 a 2,2 cm de llarg i entre 1,3 a 1,4 cm de diàmetre, àpexs tomentosos cap a mucronats. La cúpula està tancada 1/3 a 1/2 i fa 1 cm de diàmetre. Les glans són còniques, amb escales curtes, pàl·lides, adpresos i maduren al cap d'1 any.

## Hàbitat
Quercus phillyreoides li agrada créixer en hàbitats que siguin resistents i admet tota mena de sòls, especialment sòls calcaris i rocosos.

## Sinonímia
- Q. ilex var. phillyreoides
- Q. lichuanensis
- Q. phillyreoides var. wrightii
- Q. wrightii